# لوران تیلیه
لوران تیلیه (فرانسوی: Laurent Tillie‎؛ زادهٔ ۱ اکتبر ۱۹۶۳) بازیکن سابق و مربی فعلی والیبال اهل فرانسه است. او پدر کوین تیلیه و کیم تیلیه بازیکن‌های تیم ملی والیبال و بسکتبال فرانسه است. تیلیه از سال ۱۹۸۲ تا ۱۹۹۵ عضو تیم ملی والیبال فرانسه بود و در این دوران توانست مدال برنز و نقره قهرمانی اروپا را به همراه دیگر بازیکنان تیم به دست آورد. تیلیه در رده باشگاهی نیز هشت قهرمانی پرو آ را در کارنامه خود دارد، اولین و آخرین تیم باشگاهی او آ. اس. کن بود و مربی گری خود را هم با این تیم در سال ۲۰۰۱ آغاز کرد و به عنوان کمک و سرمربی تا سال ۲۰۱۲ در این تیم ماند. تیلیه در همین سال به عنوان سرمربی فرانسه انتخاب شد. او موفق شد در المپیک ۲۰۲۱ توکیو تیم ملی فرانسه را قهرمان کند و نام خود را در تاریخ والیبال به ثبت برساند. بعد از این بازی ها تیلیه فرانسه را به مقصد لیگ ژاپن و پاناسونیک پانترز ترک کرد.